# 리고베르 송
리고베르 송 바하나그(프랑스어: Rigobert Song Bahanag, 1976년 7월 1일 ~ )는 카메룬의 전직 축구 선수로 포지션은 센터백이었다. 특히 알렉상드르 송과는 사촌 관계로 잘 알려져 있다.

## 선수 시절

### 클럽
1994년 FC 메스 입단을 통해 프로에 입문한 송은 1998년까지 통산 123경기에 출전하여 프랑스 리그컵 1995-96 시즌 우승에 기여했고 이후 1998년 US 살레르니타나 1919로 이적했으나 단 4경기 출장에 그쳤으며 1999년 잉글랜드 프리미어리그 리버풀 FC로 이적하여 34경기에 출장했고 2000년 웨스트햄 유나이티드로 이적하여 24경기에 출전했다. 그리고 2001년 독일 분데스리가의 1.FC 쾰른으로 임대 이적하여 16경기에 출장하였고 2002년 RC 랑스 입단 후 63경기에 출전했으며 2004년 터키 쉬페르리그 갈라타사라이 SK 이적 후 104경기에 출전하여 리그 2회 우승, 터키컵 2004-05 시즌 우승에 공헌했다. 그 뒤 2008년 같은 터키 리그팀인 트라브존스포르로 이적하여 2010년까지 46경기에 출장하며 터키컵 2009-10 시즌 우승에 공헌한 후 현역 은퇴를 발표했으며 프로 통산 417경기 11골의 기록을 남겼다.

### 국가대표팀
1993년 9월 22일 멕시코와의 친선 경기에서 국제 A매치 데뷔전을 치렀으며 이후 2010년까지 17년간 카메룬 대표팀의 일원으로 활동하며 아프리카 네이션스컵 2회 연속 우승(2000년, 2002년) 및 1회 준우승(2008년), 2003년 FIFA 컨페더레이션스컵 준우승에 기여했으며 4번의 FIFA 월드컵 본선(1994년, 1998년, 2002년, 2010년)에 출전하기도 했다. 그리고 2010년 월드컵 본선 이후 A매치 통산 137경기 출전의 기록을 남기고 국가대표팀 유니폼을 반납했다.

## 은퇴 이후
2016년부터 2018년까지 카메룬 A'대표팀의 감독을 맡아 2016년 아프리카 네이션스 챔피언십 8강 진출을 이끌었고 이후 2018년 카메룬 성인대표팀의 임시 감독을 맡았으며 같은 해부터 카메룬 U-23 대표팀의 감독으로 선임되어 현재까지 팀을 이끌고 있다. 그는 카메룬 국가대표팀 감독인 폴 비야 대통령의 지시에 따라 2022년 2월 28일 부임했다.

## 경력
- 1994년 FIFA 월드컵 국가대표
- 1996년 아프리카 네이션스컵 국가대표
- 1998년 아프리카 네이션스컵 국가대표
- 1998년 FIFA 월드컵 국가대표
- 2000년 아프리카 네이션스컵 국가대표
- 2001년 FIFA 컨페더레이션스컵 국가대표
- 2002년 아프리카 네이션스컵 국가대표
- 2002년 FIFA 월드컵 국가대표
- 2003년 FIFA 컨페더레이션스컵 국가대표
- 2004년 아프리카 네이션스컵 국가대표
- 2006년 아프리카 네이션스컵 국가대표
- 2008년 아프리카 네이션스컵 국가대표
- 2010년 아프리카 네이션스컵 국가대표
- 2010년 FIFA 월드컵 국가대표

## 수상
메스
- 1996년 쿠프 드 라 리그 우승

 갈라타사라이
- 쉬페르리그 : 2005-06, 2007-08
- 2004-05 터키 쿠파시 우승

 트라브존스포르
- 2009-10 터키 쿠파시 우승

 카메룬
- 2000년 아프리카 네이션스컵 우승
- 2002년 아프리카 네이션스컵 우승
- 2003년 FIFA 컨페더레이션스컵 준우승
- 2008년 아프리카 네이션스컵 준우승

개인
- 2002년 아프리카 네이션스컵 MVP

## 같이 보기
- A매치 100경기 이상 출전한 축구 선수 명단